# Distrito de Sicsibamba
El distrito de Sicsibamba es uno de los diez que conforman la Provincia de Sihuas, esta integra el Departamento de Áncash, bajo la administración del Gobierno Regional de Áncash, Perú.

## Historia
El distrito fue creado mediante Ley n.º 1153 del 6 de noviembre de 1909, en el gobierno del Presidente Augusto Leguía.

## Toponimia
Sicsibamba proviene de siqsi planta de la zona quechua, la sacuara o secse y Bamba pampa. Su capital es Umbe.

## Caseríos
- Caniasbamba
- Purupuru
- Charcas
- Balcón

## Turismo
- FESTIVIDAD RELIGIOSA: FIESTA PATRONAL DE UMBE; 25 de abril en Homenaje a San Marcos.
- FESTIVIDAD RELIGIOSA: FIESTA PATRONAL DE SICSIBAMBA; 14 de septiembre en Homenaje a la Santa Cruz.
- LA SEMANA SANTA.
ECOTURISMO: El Cañón del Río Rúpag 40 km.
- Danza: Huancas, Huanquillas “Los Antis”, “Las Anacas, Pallas”, Los Pastorcillos de Navidad declarado Patrimonio Cultural de la Nación el 23 de marzo de 2016 con la R.VM. N.º 030-2016-VMPCIC-MC.
ESTAMPAS: 
SITIOS ARQUEOLÓGICOS:
- CIUDADELA HUAUYASH (Umbe) Registrado por el INC.
- CIUDADELA DE AUQUI HUARI ICHOC (Umbe)
- CIUDADELA DE AUQUI HUARI HATUN (Umbe)
- CIUDADELA DE HUARIPAMPA (Balcón)
-Sitio Arqueológico de Tiribamba
-Sitio Arqueológico de Wamanín, RD N.º 248/INC del 28 de febrero del 2005

## Etimología
Hay dos suposiciones de trabajo lingüístico sobre el nombre de Sicsibamba, una es por la palabra "tsiktsi"  quiere decir murciélago y la otra "siqsi" , una planta que crece en los parajes de Sicsibamba.

## Geografía
Tiene una extensión de 86 kilómetros cuadrados y una población aproximada de 2 044 habitantes.
Tiene como capital a la ciudad de Umbe ubicada a 2 044 msnm. Además componen los pueblos de Caniasbamba, Puru Puro, Balcón y el pueblo matriz de Sicsibamba. En el pueblo de Sicsibamba se cultiva la Chirimoya que en algún momento ganó el concurso a nivel nacional por ser de mejor calidad.

## Autoridades

### Municipales
- 2015-2018[3]
  - MERCEDES CONCEPCIÓN CABELLO SOTELO (Alcalde)
  - WILLIAM WILDER MACHUCA ROSALES (Primer Regidor)
- 2011-2014[4]
  - Alcalde: Jesús Alfonso Montoya Cueva, del Frente Amplio Democrático Sihuasino (FADS).
  - Regidores: Pedro Teodoro Martínez Arce (FADS), Arcadio Marcelino Bermúdez Silvestre (FADS), Estanislao Cruz Corzo (FADS), Irma Elena Ramírez Meza (FADS), Celestino Pastor Bernabé Obregón (Perú Posible).
- 2007-2010
  - Alcalde: Melchor Abelio Sánchez Bermúdez.

## Festividades
Su principal fiesta costumbrista se realiza cada 14 de septiembre en honor a la "Santa Cruz de Sicsibamba".
En su capital del distrito (Umbe) se celebra el 25 de abril en honor a San Marcos y Santo Toribio de Mogrovejo y el 12 de diciembre la festividad de la declaración a Umbe como capital del distrito.

## Gastronomía
Su gastronomía se basa en el picante de cuy, los chicharrones, el caldo de mote entre otros.